# Anhellia tabebuiae
Anhellia tabebuiae är en svampart som beskrevs av Inácio & Dianese 1998. Anhellia tabebuiae ingår i släktet Anhellia och familjen Myriangiaceae.   Inga underarter finns listade i Catalogue of Life.